# Weinbau in Wisconsin
Weinbau in Wisconsin bezeichnet den Weinbau im amerikanischen Bundesstaat Wisconsin. Gemäß US-amerikanischem Gesetz ist jeder Bundesstaat und jedes County per definitionem eine geschützte Herkunftsbezeichnung und braucht nicht durch das Bureau of Alcohol, Tobacco, Firearms and Explosives als solche anerkannt zu werden.
12 Weingüter bewirtschaften die Rebflächen, die auch über eine Subregion, eine so genannte American Viticultural Area, verfügt.
Die ersten Reben pflanzte Agoston Haraszthy in der Mitte des 19. Jahrhunderts, ehe er nach Kalifornien zog und dem dortigen Weinbau entscheidende Impulse verlieh. Aufgrund des sehr kühlen Klimas in Wisconsin gibt es einen bedeutenden Anteil von französischen Hybridreben (z. B. Chambourcin, Chancellor,…) sowie autochthonen Abkömmlingen amerikanischer Wildreben. 
Darüber hinaus züchtete Elmer Swenson gezielt neue Rebsorten, die den tiefen Wintertemperaturen trotzen und aufgrund einer frühen Reife innerhalb der kurzen Vegetationszeit ausreichend hohe Mostgewichte aufbauen können.